# Ksar Mrabtine
Ksar Mrabtine est un ksar de Tunisie situé dans le gouvernorat de Tataouine.

## Localisation
Le ksar est situé sur un éperon rocheux. Le mausolée de Sidi Abdallah Dhouib, une fortification (kalâa) et une mosquée se trouvent à proximité.

## Histoire
Abdesmad Zaïed estime que le site est âgé de 700-800 ans, les parties les plus récentes datant d'environ 1800 selon Kamel Laroussi.
Le 10 janvier 2020, le gouvernement tunisien propose le site pour un futur classement sur la liste du patrimoine mondial de l'Unesco.

## Aménagement
Le ksar compte 180 ghorfas réparties pour la plupart sur trois à quatre étages, Zaïed évoquant cinq étages en 1992.
On y trouve des escaliers extérieurs pour accéder aux étages et des crochets en bois servant à hisser la marchandise dans les ghorfas.
Le complexe est restauré en 2008 à l'initiative de l'Institut national du patrimoine.